# Martinroda (Vacha)
Martinroda è una frazione della città tedesca di Vacha.